# 岡山城 (阿波国)
岡山城（おかやまじょう）は、徳島県阿南市新野町入田にある城跡。現在は室比賣神社（室姫神社）の境内となっており、地域により維持管理されている。
「岡山城址公園」として小さい公園が整備されており、隣接する日亜化学工業新野工場や新野町の市街が見渡せる。

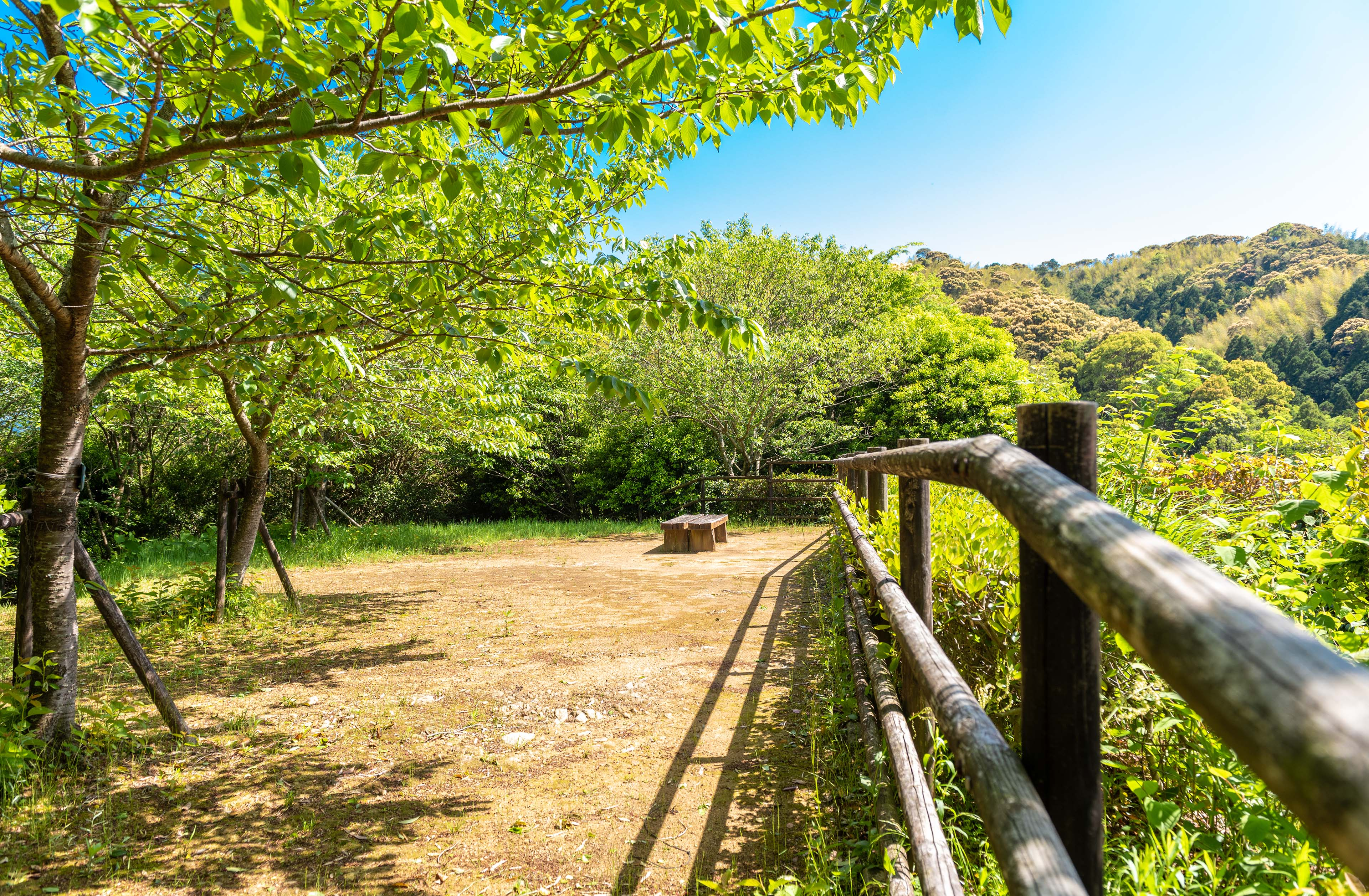
公園
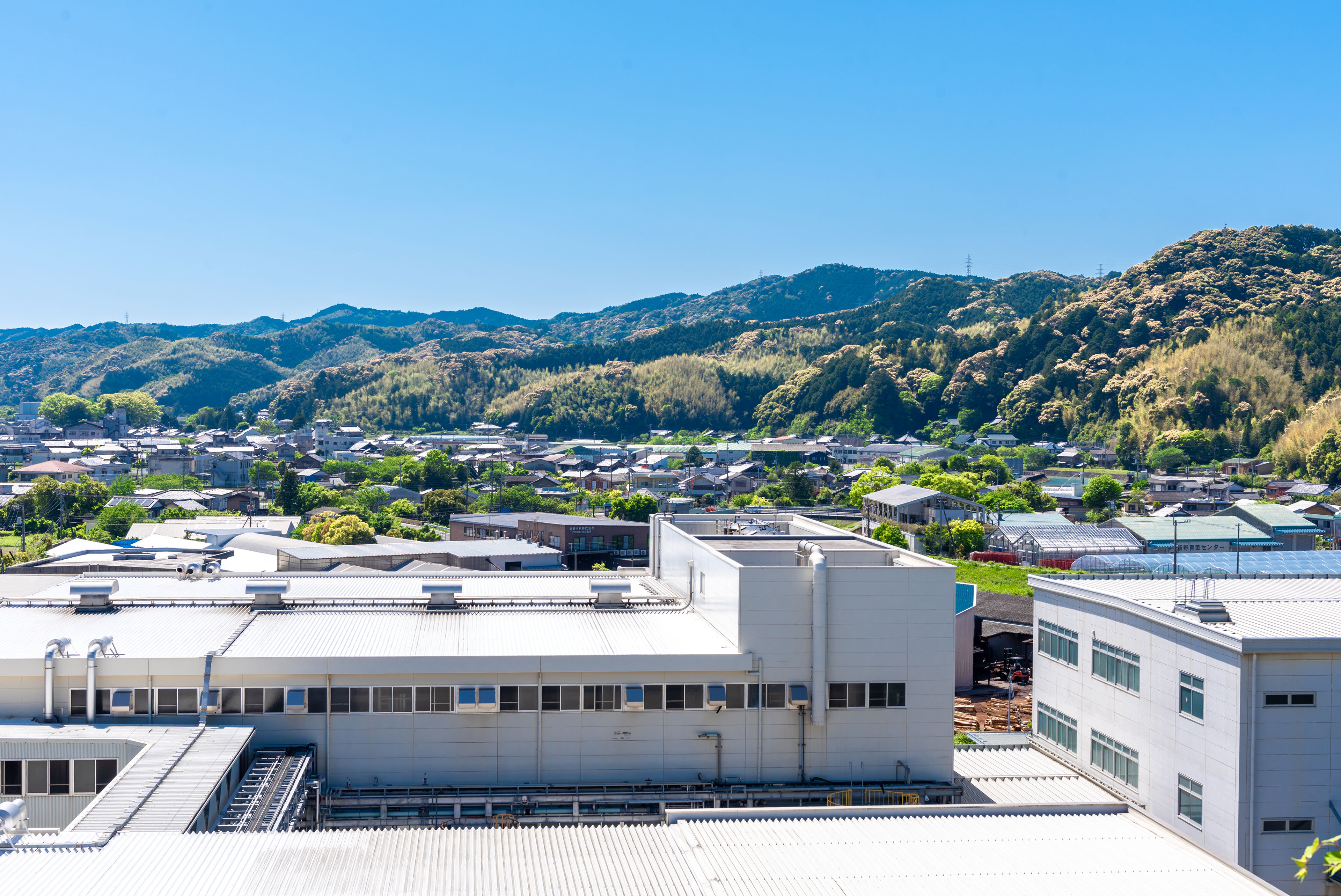
岡山城址から望む平等寺と新野町市街地。手前は日亜化学工業。